# Norton AntiVirus
Norton AntiVirus — антивирусная программа. Производится американской компанией Gen Digital c 1991 года.

## Основные технологии
- Защита от вирусов
- Защита от программ-шпионов
- Защита от руткитов
- Импульсные обновления
- Защита от ботов
- Карта и мониторинг сети
- Norton Reputation Service
- Эвристическая защита SONAR

## Системные требования
Поддерживаемые операционные системы:
- Microsoft® Windows® XP (32-разрядная версия) Home/Professional/Tablet PC/Media Center (32-разрядная версия) с пакетом обновлений 2 (SP 2) или более поздним.
- Microsoft Windows Vista® (32- или 64-разрядная версия) Starter/Home Basic/Home Premium/Business/Ultimate с пакетом обновлений 1 (SP 1) или более поздней версии.
- Microsoft Windows 7 (32- или 64-разрядная версия) Начальная/Домашняя базовая/Домашняя расширенная/Профессиональная/Максимальная с пакетом обновлений 1 (SP 1) или более поздним.
- Microsoft Windows 8/8 Профессиональная (32- и 64-разрядная версии).
- Microsoft Windows 8.1/8.1 Профессиональная (32- и 64-разрядная версии).
- Microsoft Windows 10 (32- или 64-разрядные версии).
- Microsoft Windows 11/10 (все версии).
- Microsoft Windows 11 в S-режиме с процессорами ARM.

Аппаратные требования:
Процессор:
Для Windows 10/8/7/Vista: 1 ГГц
Для Windows XP: 300 МГц
Оперативная память:
- Для Windows 10: 2 ГБ (для средства Recovery Tool требуется не менее 512 МБ ОЗУ)
- Для Windows 8/7: 1 ГБ (для средства Recovery Tool требуется не менее 512 МБ ОЗУ)
- Для Windows Vista: 512 МБ
- Для Windows XP: 256 МБ

Пространство на жестком диске: 
300 МБ свободного дискового пространства
Перечисленные ниже браузеры поддерживаются для защиты от уязвимостей:
- Microsoft Internet Explorer® 8.0 или более поздней версии (32- и 64-разрядная версии)
- Mozilla Firefox® (32- и 64-разрядная)
- Google Chrome™ (32- и 64-разрядная версия)

Для защиты от фишинга, Safe Search и управления паролями поддерживаются следующие браузеры:
- Microsoft Internet Explorer® 8.0 или более поздней версии (32- и 64-разрядная версии)
- Mozilla Firefox® (32- и 64-разрядная)
- Google Chrome™ (32- и 64-разрядная версия)
- Microsoft Edge®

Norton AntiVirus поддерживает сканирование электронной почты для всех служб электронной почты, совместимых с POP3 и SMTP.